# 21 Dywizja Piechoty Obrony Krajowej
21 Dywizja Piechoty Obrony Krajowej (21. LITD.) – dywizja piechoty cesarsko-królewskiej Obrony Krajowej.

## Historia dywizji
1 maja 1889 roku na terytorium 8 Korpusu z połączenia jedenastu samodzielnych batalionów Obrony Krajowej zostały sformowane trzy pułki:
- Czeski Pułk Piechoty Obrony Krajowej Nr 6 w Chebie,
- Czeski Pułk Piechoty Obrony Krajowej Nr 7 w Pilźnie,
- Czeski Pułk Piechoty Obrony Krajowej Nr 8 w Pradze[1].

Równocześnie w Komendzie Obrony Krajowej w Pradze, będącej częścią Komendy 8 Korpusu, nazwa stanowiska generała przydzielonego dla spraw Obrony Krajowej została zmieniona na „brygadier Obrony Krajowej” (niem. Landwehr-Brigadier). Obowiązki generała przydzielonego, a następnie brygadiera pełnił GM Alois von Hauptmann. 1 maja 1891 roku generał Hauptmann został przeniesiony w stan spoczynku, a stanowisko brygadiera objął GM Joseph Netuschill. Po trzech latach został przeniesiony na stanowisko komendanta 54 Brygady Piechoty w Lewoczy.
W 1894 roku została utworzona Komenda Brygady Piechoty Obrony Krajowej w Pradze (niem. Landwehr-Infanterie-Brigade-Commando in Prag), a w Komendzie Obrony Krajowej w Pradze stanowisko dywizjoniera Obrony Krajowej (niem. Landwehr-Divisionär), na które wyznaczony został FML Franz Lehmann, dotychczasowy komendant 69 Brygady Piechoty w Carlsburgu. Komendantowi brygady podlegały:
- Pułk Piechoty Obrony Krajowej Cheb Nr 6,
- Pułk Piechoty Obrony Krajowej Pilzno Nr 7,
- Pułk Piechoty Obrony Krajowej Praga Nr 8[4].

1 października 1899 roku na terytorium 8 Korpusu zostały utworzone kolejne dwa pułki (nr 28 i 29) oraz nowa komenda brygady Obrony Krajowej z siedzibą w Pilźnie.
Komendantowi Brygady Piechoty Obrony Krajowej w Pradze podporządkowano:
- Pułk Piechoty Obrony Krajowej Cheb Nr 6,
- Pułk Piechoty Obrony Krajowej Praga Nr 8,
- Pułk Piechoty Obrony Krajowej Pisek Nr 28,

natomiast komendantowi Brygady Piechoty Obrony Krajowej w Pilźnie:
- Pułk Piechoty Obrony Krajowej Pilzno Nr 7,
- Pułk Piechoty Obrony Krajowej Budziejowice Nr 29[5] .

W 1900 roku została utworzona Komenda Dywizji Obrony Krajowej w Pradze (niem. Landwehr-Truppen-Divisions-Commando zu Prag). Komenda dywizji była podporządkowana Komendzie Obrony Krajowej w Pradze. Komendantowi dywizji podlegały obie brygady piechoty w dotychczasowym składzie.
W 1901 roku przemianowano:
- dywizję na 21 Dywizję Obrony Krajowej,
- brygadę Pilźnie na 41 Brygadę Piechoty Obrony Krajowej,
- brygadę w Pradze na 42 Brygadę Piechoty Obrony Krajowej[7].

W 1905 roku dywizja została przemianowana na 21 Dywizję Piechoty Obrony Krajowej.
W styczniu 1907 roku w Pradze została zorganizowana Bateria Armat Nr 1/8 (niem. Kanonenbatterie Nr. 1/8) pod komendą kpt. Adalberta Knötgena. Numer pododdziału wskazywał, że była to pierwsza bateria na terytorium 8 Korpusu. Bateria nie była formacją ewidencyjną. Bateria została podporządkowana komendantowi dywizji.
W tym samym roku zmieniono podporządkowanie pułków w obu brygadach. Komendantowi 41 Brygady Piechoty Obrony Krajowej w Pilźnie podporządkowano pułki nr 6 i 7, natomiast komendantowi 42 Brygady Piechoty Obrony Krajowej w Pradze podporządkowano pułki nr 8, 28 i 29.
W styczniu 1908 roku została zorganizowana Bateria Armat Nr 2/8. 1 stycznia 1909 roku w Pradze na bazie obu baterii został utworzony Dywizjon Haubic Polowych Nr 21 (niem. Landwehr-Feldhaubitzdivision Nr. 21) pod komendą mjr. Franza Spura (podpułkownik ze starszeństwem od 1 listopada 1911 roku). Jesienią 1913 roku obowiązki komendanta dywizjonu powierzono kpt. Karlowi Jurke.
1 października 1913 roku w Pradze został sformowany Dywizjon Armat Polowych Nr 21 pod komendą ppłk. Franza Spura.
Organizacja pokojowa dywizji w 1914 roku
- Komenda 21 Dywizji Piechoty Obrony Krajowej w Pradze,
- 41 Brygada Piechoty Obrony Krajowej w Pilźnie,
  - Pułk Piechoty Obrony Krajowej Cheb Nr 6,
  - Pułk Piechoty Obrony Krajowej Pilzno Nr 7,
- 42 Brygada Piechoty Obrony Krajowej w Pradze
  - Pułk Piechoty Obrony Krajowej Praga Nr 8,
  - Pułk Piechoty Obrony Krajowej Pisek Nr 28,
  - Pułk Piechoty Obrony Krajowej Budziejowice Nr 29,
- Dywizjon Haubic Polowych Nr 21 w Pradze,
- Dywizjon Armat Polowych Nr 21 w Pradze[15].

Organizacja wojenna i obsada personalna 1 maja 1915 roku
- 41 Brygada Piechoty OK (41. LIBrig.) – GM Keki
- 42 Brygada Piechoty OK (42. LIBrig.) – płk Hansmann
- 21 Brygada Artylerii Polowej (21. FABrig.) – płk Vollgruber

W 1917 roku została przemianowana na 21 Dywizję Strzelców (21. SchD.), a wchodzące w jej skład pułki piechoty OK na pułki strzelców.

## Obsada personalna
Komendanci dywizji
- FML Franz Lehmann (1894 – 1 V 1897 → stan spoczynku)
- FML Anton Johann Gartner von Romansbrück (1897 – 1901 → komendant 19 Dywizji Piechoty)
- FML Ambros von Mras (1901 – †6 VI 1902)
- FML Friedrich Petrini von Monteferri (1902 – 1 V 1904 → stan spoczynku)
- FML Heinrich von Radanovich (Radanowicz-Harttmann) (1904 – 1909 → stan spoczynku z dniem 1 III 1910 w stopniu tytularnego generała piechoty)
- FML Oskar August Zednik von Zeldegg (1909 – 1 VII 1913 → stan spoczynku)
- FML Artur Friedrich Wolfgang von Przyborski (1913 – 1 I 1915 → stan spoczynku)
- GM Alois Podhajsky (I 1915 – VII 1917)
- GM Karl Haas (VIII – IX 1917)
- GM Alois Podhajsky (X 1917 – V 1918)
- FML Anton Klein (VI – XI 1918)

Szefowie sztabu
- mjr SG Robert Chlebowsky (1900[16] – 1901 → komendant 1. batalionu Pułku Strzelców Krajowych Innsbruk Nr I)
- ppłk SG Emil Reinold (1901 – 1902 → komendant 1. batalionu Pułku Piechoty Obrony Krajowej Pisek Nr 28)
- kpt. / mjr SG Wilhelm Bańkowski (1902 – 1905 → wykładowca na Kursie oficerów sztabowych Obrony Krajowej w Wiedniu)
- kpt. / mjr SG Paul Loefen (1905 – 1907 → szef Oddziału Wojskowego w Grupie Obrony Krajowej Komendy 9 Korpusu)
- mjr SG Amadeo Johann Bernhard Spitzmüller von Tonalwehr (1907 – 1909 → wykładowca na Kursie informacyjnym dla kapitanów [rotmistrzów] broni w Wiedniu)
- ppłk SG Paul Loefen (1909 – 1910 → komendant 1. batalionu Czeskiego Pułku Piechoty Nr 35)
- mjr / ppłk SG Josef von Hilti (1910 – 1914)

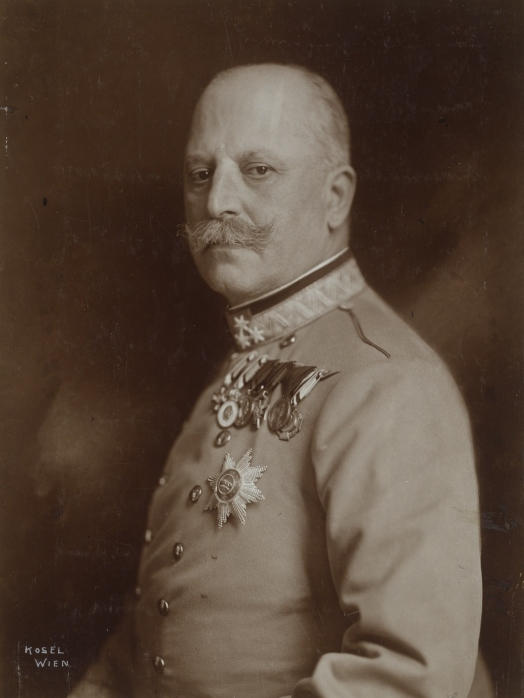
Friedrich von Georgi

Komendanci 41 Brygady Piechoty Obrony Krajowej Pilzno
- GM Franz Schmitzhausen von Bruckherr und Donau (1899 – 1 V 1902 → stan spoczynku)
- płk Joseph von Schildenfeld (1902 – 1 IX 1904 → stan spoczynku)
- GM Otto Meixner von Zweienstamm (1904 – 1907 → szef Sekcji w c.k. Ministerstwie Obrony Kraju)
- płk SG / GM Artur Winkler (1907 – 1911 → komendant 22 Dywizji Piechoty Obrony Krajowej)
- GM Othmar Karl Panesch von Hohenstegen (1911 – IX 1914 → komendant Grupy Etapowej Srem [Syrmia])

Komendanci 42 Brygady Piechoty Obrony Krajowej Praga
- GM Theodor Haas von Kattenburg (1894 – 1 XII 1896 → stan spoczynku)
- płk / GM Ambros von Mras (1896 – 1901 → komendant dywizji)
- GM Emil Versbach von Hadamar (1901 – 1 V 1902 → stan spoczynku)
- płk Franciszek Michniowski (IV 1902 – 1 II 1903 → stan spoczynku w stopniu tytularnego GM)
- GM Friedrich Robert von Georgi (1903 – 1906 → szef Sekcji w c.k. Ministerstwie Obrony Kraju)
- GM Simeon Addobatti (1906 – 1 XI 1909 → stan spoczynku)
- GM Albert Georg Schmidt von Georgenegg (1909 – 1912 → komendant 43 Dywizji Piechoty Obrony Krajowej)
- GM Eduard Baar von Baarenfels (1912 – 1 VII 1914 → stan spoczynku)